# Pilea parietaria
Pilea parietaria är en nässelväxtart som först beskrevs av Carl von Linné, och fick sitt nu gällande namn av Carl Ludwig von Blume. Pilea parietaria ingår i släktet pileor, och familjen nässelväxter. Inga underarter finns listade i Catalogue of Life.